# Qaanaaq
Qaanaaq (un tempo nota come Thule) è una cittadina nel nord della Groenlandia (656 abitanti) situata nella municipalità di Avannaata. Si tratta di uno dei centri abitati più settentrionali del mondo: si trova molto a nord del circolo polare artico, nel fiordo di Inglefield, e dista appena 1300 km dal Polo Nord.

## Storia
L'area di Qaanaaq, nel nord della Groenlandia, fu colonizzata intorno al 2000 a.C. dalla migrazione paleo-eschimese proveniente dal Canada. La cittadina è stata fondata nel 1953 per ospitare gli abitanti trasferiti dalla costruzione della base aerea di Thule (Thule Air Base), ai tempi della guerra fredda.
Il paese è noto per essere stato il punto di partenza di numerose spedizioni per il Polo Nord e le regioni circostanti, a partire da quella storica di Rasmussen. Qui il fenomeno del sole di mezzanotte è particolarmente accentuato e dura quasi 5 mesi.
La principale attività produttiva è la caccia ai mammiferi marini (narvali, foche), orsi polari ed uccelli.
"Thule" è stato il nome di molti posti prima di essere di quello attuale. Il primo ad usarlo è stato l'esploratore greco Pitea nel 325 a.C., che lo usò per designare l'isola che scoprì (l'Islanda o una delle Fær Øer) e che era per quei tempi la più settentrionale conosciuta, trovandosi a sei giorni di navigazione dall'Inghilterra. Man mano che nei secoli si perfezionarono le conoscenze geografiche, Thule si spostò sempre più a nord, fino ad arrivare alla Thule storica (l'odierna Pituffik) a 110 km a sud della collocazione attuale di Qaanaaq; negli anni 1950 gli Stati Uniti stabilirono presso Pituffik una grande base aerea militare nell'ambito della guerra fredda per contrastare l'Unione Sovietica; questo indusse il trasferimento degli Inuit locali in una nuova collocazione: l'odierna Qaanaaq. Il governo degli Stati Uniti paga 300 milioni di dollari annui per l'affitto del territorio della base.
Qaanaaq fu anche centro amministrativo dell'omonimo comune. Il comune, istituito il 1º gennaio 1963, cessò di esistere il 1º gennaio 2009 dopo la riforma che rivoluzionò il sistema di suddivisione amministrativa della Groenlandia; il comune di Qaanaaq si fuse insieme ad altri 7, formando così il comune di Qaasuitsup, poi smembrato nel 2018 in due nuovi comuni: Avannaata Kommunia e Kommune Qeqertalik.

## Geografia fisica

### Clima
La cittadina ha un clima polare, con temperature medie giornaliere che solamente nei tre mesi estivi superano, di poco, i 0 °C, anche se occasionalmente, in giugno o luglio, può arrivare a 15 °C. Le temperature minime, mediamente attorno a -28 °C nei mesi di gennaio e febbraio, possono talvolta scendere a -40 °C.
| Mese                         | Mesi  | Mesi  | Mesi  | Mesi  | Mesi | Mesi | Mesi | Mesi | Mesi | Mesi  | Mesi  | Mesi  | Stagioni | Stagioni | Stagioni | Stagioni | Anno  |
| Mese                         | Gen   | Feb   | Mar   | Apr   | Mag  | Giu  | Lug  | Ago  | Set  | Ott   | Nov   | Dic   | Inv      | Pri      | Est      | Aut      | Anno  |
| ---------------------------- | ----- | ----- | ----- | ----- | ---- | ---- | ---- | ---- | ---- | ----- | ----- | ----- | -------- | -------- | -------- | -------- | ----- |
| T. max. media (°C)           | −19,0 | −20,6 | −20,1 | −12,8 | −2,6 | 4,2  | 7,4  | 6,2  | 0,6  | −6,7  | −12,9 | −17,8 | −19,1    | −11,8    | 5,9      | −6,3     | −7,8  |
| T. media (°C)                | −23,3 | −24,6 | −24,1 | −17,0 | −5,6 | 1,5  | 4,6  | 3,8  | −1,7 | −9,8  | −16,6 | −21,6 | −23,2    | −15,6    | 3,3      | −9,4     | −11,2 |
| T. min. media (°C)           | −27,0 | −28,4 | −27,8 | −21,0 | −8,6 | −0,7 | 2,1  | 1,6  | −4,0 | −12,8 | −20,1 | −25,0 | −26,8    | −19,1    | 1,0      | −12,3    | −14,3 |
| Precipitazioni (mm)          | 6     | 6     | 4     | 6     | 7    | 7    | 16   | 24   | 18   | 12    | 10    | 8     | 20       | 17       | 47       | 40       | 124   |
| Giorni di pioggia            | 2     | 2     | 1     | 2     | 2    | 2    | 4    | 4    | 4    | 3     | 3     | 2     | 6        | 5        | 10       | 10       | 31    |
| Ore di soleggiamento mensili | 0     | 8     | 150   | 251   | 316  | 273  | 271  | 175  | 155  | 49    | 0     | 0     | 8        | 717      | 719      | 204      | 1 648 |

## Cultura

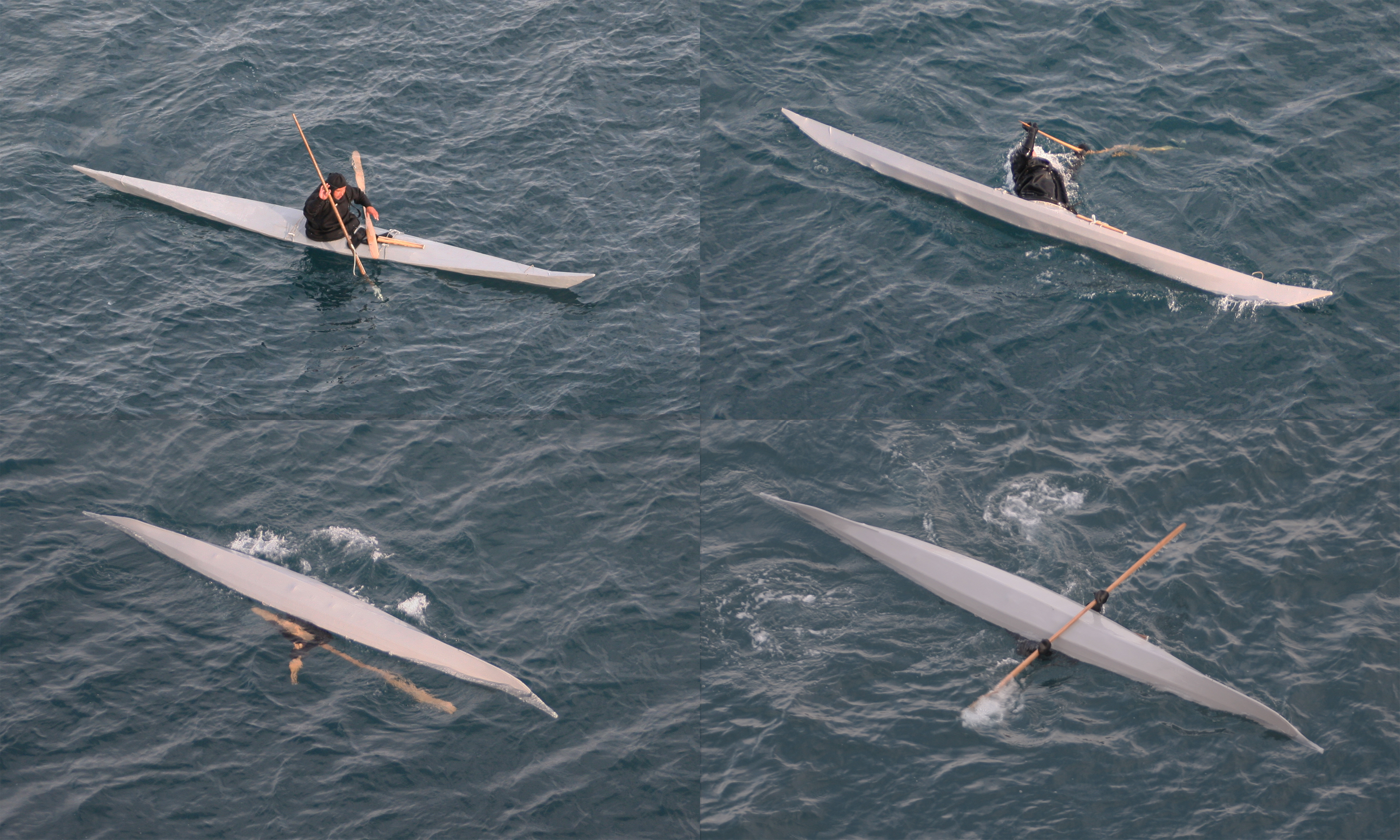
A Qaanaaq Inuit in kayak nella loro tradizionale pesca al narvalo.

I modi per vivere così a nord, in tali condizioni climatiche sono stati tramandati di generazione in generazione, e questa capacità di adattamento ha contribuito alla sopravvivenza di questa piccola comunità. Quando il mare si disgela durante il mese di agosto, i grandi gommoni spinti da potenti motori vengono utilizzati sia per la caccia che per i viaggi ordinari, anche grazie alla luce perenne di quel periodo. Il sole di mezzanotte dura dalla metà di aprile alla fine di agosto quindi il tempo di visibilità disponibile in questo periodo dell'anno viene sfruttato il più possibile. Le pelli vengono usate per l'abbigliamento e per coprire i kayak; la carne e le frattaglie vengono mangiate dagli uomini e dagli animali domestici; mentre i denti dei narvali e le zanne dei trichechi sono finemente lavorati per produrre gioielli e attrezzi per la caccia.